# چارلز پاتریک گرین
چارلز پاتریک گرین (انگلیسی: Charles Patrick Green; ۳۰ مارس ۱۹۱۴ – ۱۰ آوریل ۱۹۹۹) ورزشگار و فرد نظامی و از برندگان مدال‌های بازی‌های المپیک زمستانی ۱۹۳۶ اهل بریتانیا بود.
همچنین برندهٔ جوایزی همچون نشان جنگ میهنی شده‌است.